# 2063
سنة 2063 م هيسنة بسيطة تبدأ يوم الإثنين حسب التقويم الغريغوري.